# Кинг, Марта
Марта Кинг (англ. Martha King; ок. 1803, Ирландия — 31 мая 1897, Нью-Плимут, Новая Зеландия) — новозеландская художница ирландского происхождения, мастер ботанической иллюстрации.

## Биография и творчество
О происхождении и ранних годах жизни Марты Кинг известно немного. Она родилась в Ирландии около 1802 или 1803 года в семье протестантского священника. Семья Кингов придерживалась социнианства. Их дети получили хорошее образование, и вполне вероятно, что Марту обучали рисованию.
Семья Кингов приобрела землю в Новой Зеландии, в Уонгануи, и в 1840 году Марта прибыла в Веллингтон вместе со старшей сестрой Марией и братом Сэмюэлом. 27 февраля 1841 года они прибыли в Уонгануи, где стали одними из первых основателей поселения. Первое время они жили в хижинах, построенных Сэмюэлом из листьев местного растения, в одной из которых сёстры Мария и Марта открыли школу, первую в Уонгануи. Обе сестры преподавали в созданной ими школе. Чтобы прокормиться, Кинги выращивали овощи, собирали плоды и обменивали табак и швейные принадлежности на еду, которую им приносили маори. Кроме того, обе сестры ткали изо льна, продавая сшитые ими мешки и другие вещи.
Способности Марты к рисованию вскоре оказались востребованы: в сентябре 1842 года Веллингтонское садоводческое и ботаническое общество (Wellington Horticultural and Botanical Society) поручило ей сделать, в двух экземплярах, зарисовки наиболее примечательных образцов местной флоры. Один экземпляр предназначался для Новозеландской компании, другой — для Королевского садоводческого общества в Лондоне. В январе 1843 года оба комплекта были готовы; тот, который предназначался для Новозеландской компании, благополучно достиг Лондона; о судьбе второго ничего не известно. Пять рисунков Марты Кинг были воспроизведены в книге Джернингема Уэйкфилда «Иллюстрации к приключениям в Новой Зеландии» (Illustrations to Adventure in New Zealand, 1845). На них были представлены такие новозеландские растения, как Alectryon excelsus, Beilschmiedia tawa, Coriaria arborea, Metrosideros robusta и Phormium tenax. Часть экземпляров продавалась с чёрно-белыми иллюстрациями; более дорогой вариант издания включал раскрашенные вручную литографии, в том числе по рисункам Марты Кинг. Впоследствии все её оригинальные рисунки были собраны в один том и переданы в коллекцию Королевского колониального института, откуда в 1981 перешли в Библиотеку Александра Тернбулла (Alexander Turnbull Library) в Веллингтоне.
В 1847 году Кинги покинули Уонгануи и переселились в Нью-Плимут. На новом месте Марта и Мария открыли новую школу; к преподаванию в ней присоединилась жена Сэмюэла Мэри Джейн Салливан, которая была хорошим музыкантом и вела уроки музыки. Сама Марта работала в школе вплоть до 1862 года. Семья Кингов играла важную роль в социальной и культурной жизни Нью-Плимута. Помимо работы учительницей, Марта продолжала заниматься садоводством и рисованием, а также разводила птиц и свиней. Она умерла в Плимуте 31 мая 1897 года в возрасте 91 года, пережив своих брата и сестру.
При жизни Марта Кинг выставляла свои работы лишь один раз, на Сиднейской международной выставке 1879 года. Её художественное наследие невелико: оно включает первый комплект акварельных ботанических иллюстраций и 16 карандашных зарисовок пейзажей новозеландского Северного острова. Однако все они отличаются несомненным мастерством, точностью наблюдений, тщательностью в передаче деталей и гармоничной композицией. Марта Кинг считается первым ботаническим иллюстратором Новой Зеландии, и её работы служили ориентиром для других художников, работавших в этом жанре.

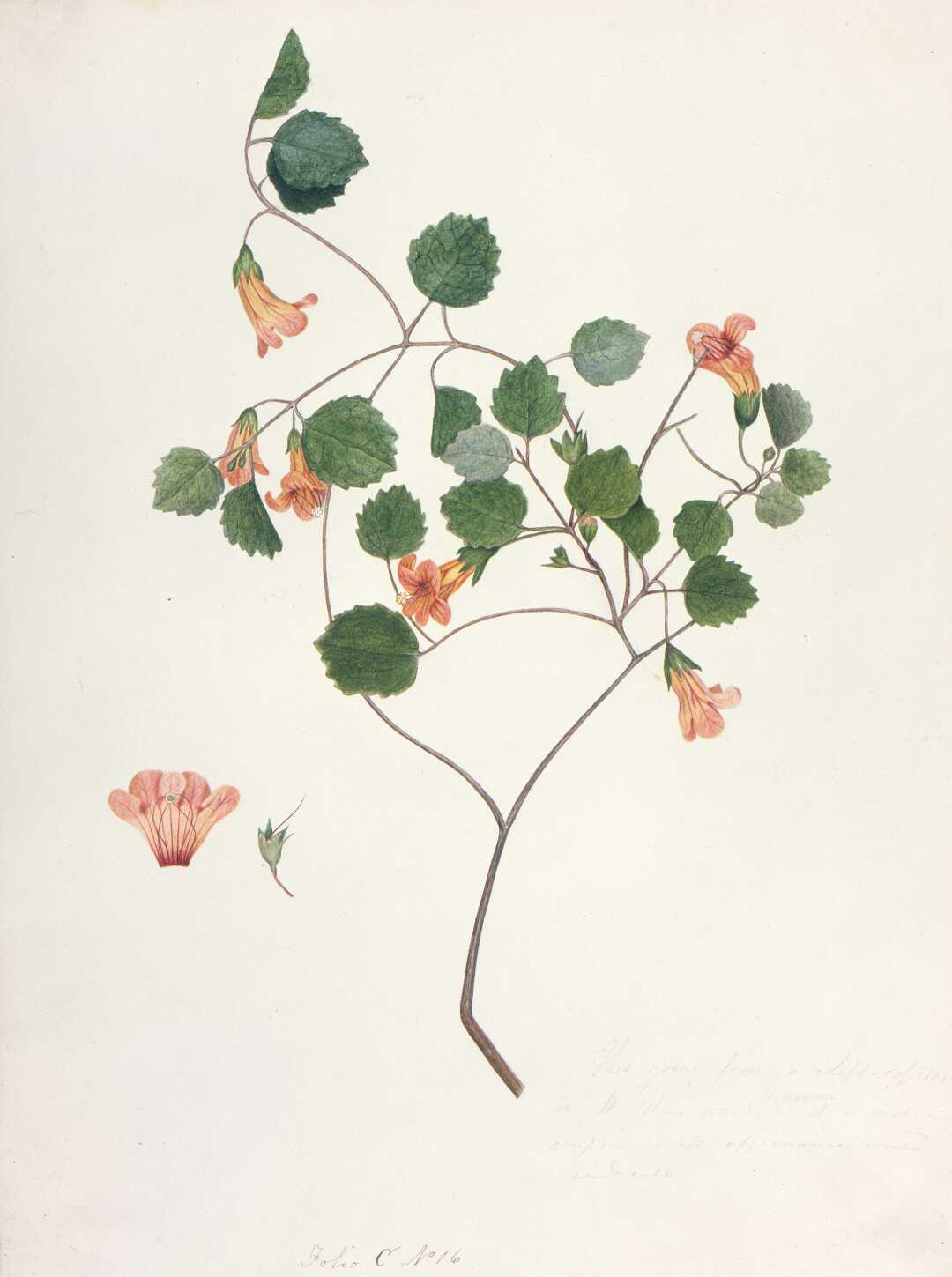
Rhabdothamnus solandri
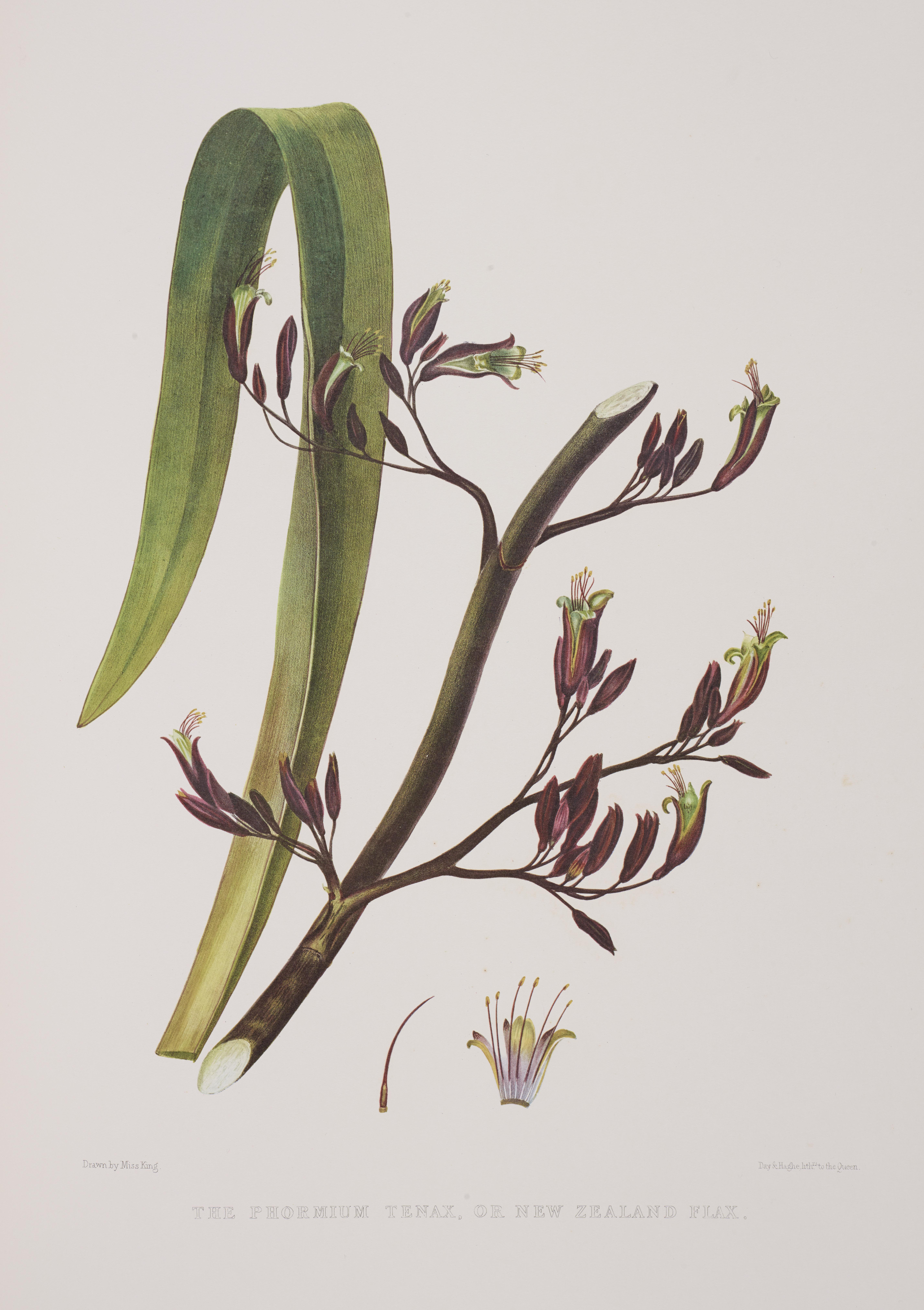
Phormium tenax
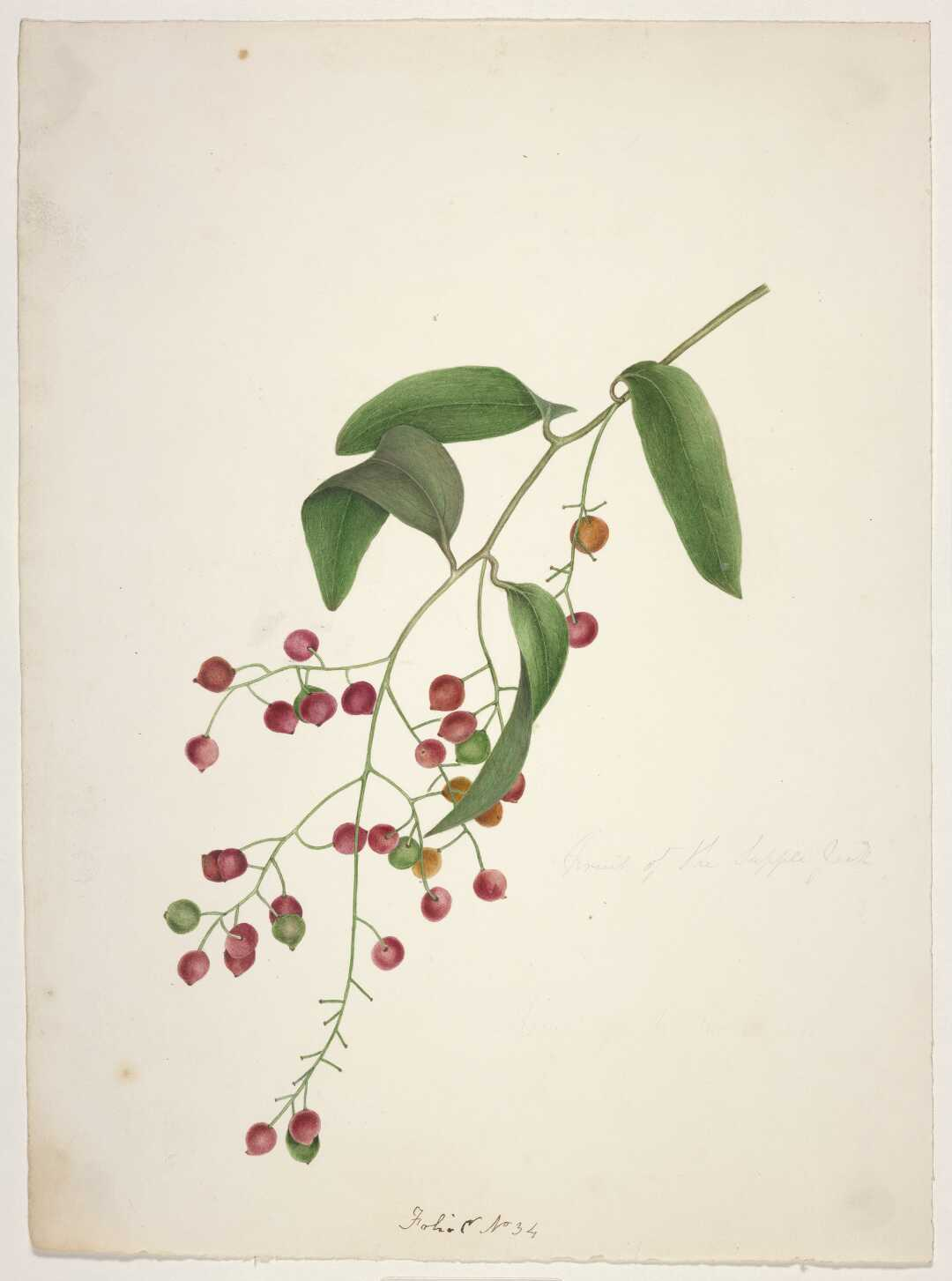
Ripogonum scandens
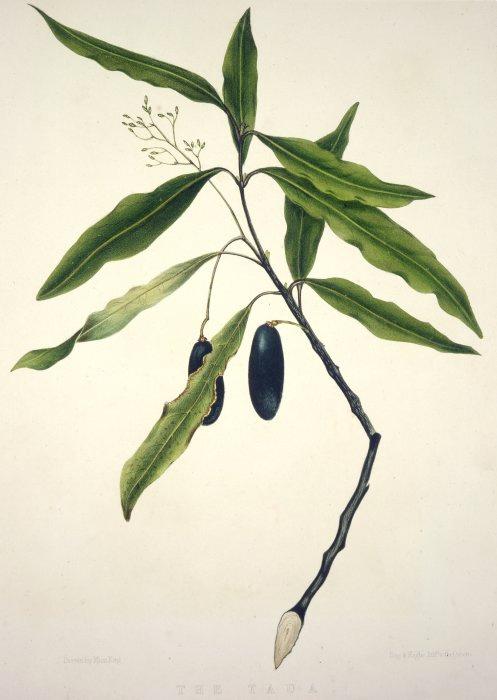
Beilschmiedia tawa
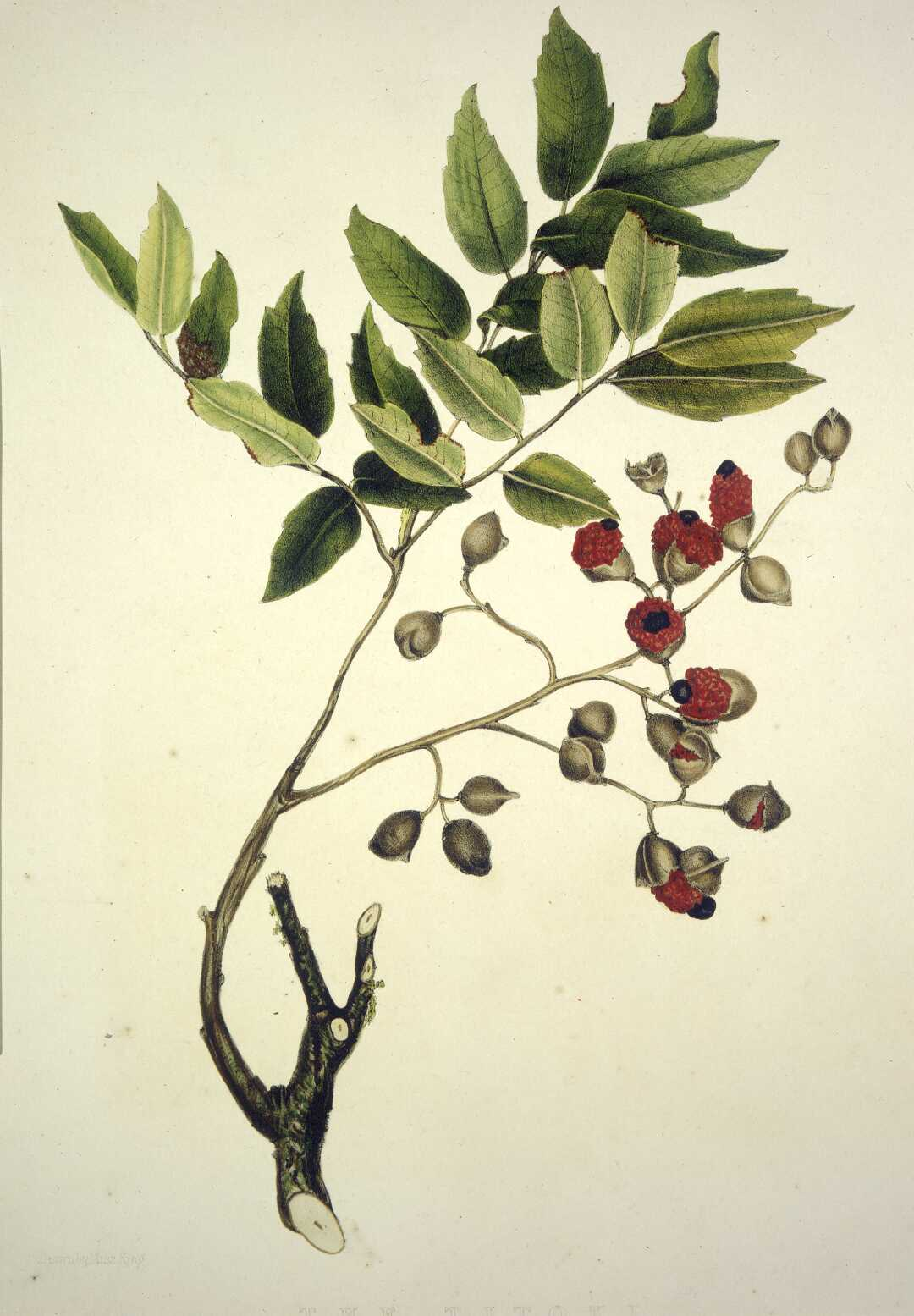
Alectryon excelsus